# Stawek (województwo warmińsko-mazurskie)
Stawek (niem. Schöneberg) – osada w Polsce położona w województwie warmińsko-mazurskim, w powiecie mrągowskim, w gminie Mikołajki.
W latach 1975–1998 miejscowość położona była w województwie suwalskim.
Miejscowość wymieniana w 1846.